# Chaetophora grisea
Chaetophora grisea is een keversoort uit de familie pilkevers (Byrrhidae). De wetenschappelijke naam van de soort is voor het eerst geldig gepubliceerd in 1879 door Le Conte.